# Drasche Gusztáv
Drasche Gusztáv (Bécs, 1846 – Budapest, 1883. március 19.) tisztviselő.

## Élete
Magyar királyi közlekedésügyi miniszteri számtiszt, 1864-től József-műegyetemi hallgató volt Budán.

## Munkái
Cikkei: Egy furás-akadály elhárítása dynamit által és Utazásbeli aphorizmák. (Bányászati és Kohászati Lapok 1873 és 74.)